# Robocar Poli
Robocar Poli (hangul: 로보카 폴리; rr: Ro-bo-ka Polli) é uma série de animação sul-coreana criada pela RoiVisual. A série foi lançada pela primeira vez no canal Educational Broadcasting System em 2011, e teve direito a cinco temporadas. Robocar Poli consiste em 120 episódios de 11 minutos cada.
Enquanto era produzida, esta série foi selecionada pela seção de longas-metragens animadas na Global Animation Project 2009 hospedada pela Korea Creative Content Agency (KOCCA), sob o titulo de Piyo Piyo Friends.
Em Portugal, a série foi emitida na 1ª temporada pela RTP2 e na 2ª temporada pelo Canal Panda sob o nome O Carrinho Poli e mais tarde a 1ª temporada com a mesma dobragem da RTP2. Mais tarde, foi emitida pelo JimJam com outra dobragem. A série também foi exibida na França, China e Japão. No Brasil o desenho nunca foi ao ar em nenhum canal de televisão, porém foi dublado e disponibilizado em serviços de streaming como a Netflix e o YouTube.
Em 12 de março de 2013, a Korea Post lançou selos comemorativos para a série. Foi a terceira parcela da "Korean-Made Characters Series Stamps", Robocar Poli foi introduzido, seguindo a introdução de Pororo o Pequeno Pinguim e Pucca. Dois milhões de cópias dos selos foram vendidos (10 cópias por selos).

## Lista de Episódios
| Temporada | Temporada | Episódios | Inicio da Temporada     | Final da Temporada  | Originalmente no Ar |
|           | 1         | 26        | 28 de fevereiro de 2011 | 12 de julho de 2011 | 2011                |
|           | 2         | 26        | 26 de dezembro de 2011  | 15 de maio de 2012  | 2011-12             |
|           | 3         | 26        | 26 de fevereiro de 2014 | 22 de maio de 2014  | 2014                |

## Sinopse
Na pequena cidade Broom, a forte equipa de resgate, sempre salva os cidadãos de acidentes e problemas envolvendo um carro escorregando de um precipício num dia de chuva, um carro partido, ou até uma criança presa numa casa em chamas. Em todos os episódios, a equipa de resgate salva alguém. E no fim do episódio, a equipa de resgate avisa ao personagem os cuidados que deve ter para que o ocorrido não volte a ocorrer.

## Lista de Personagens

### Equipa de Resgate
- (Robocar) Poli (dublado por Mark Silk no RU e Matthew Black nos EUA): Poli é um personagem policial. Tem uma moral muito alta e não desiste facilmente. Ele faz sempre o seu trabalho como polícia, assegurando a segurança de tudo e de todos na cidade.[6]
- (Robotruck) Roy (dublado pro David Beckford no RU e Arthur Holden nos EUA): Roy é um personagem bombeiro. Ele é o mais forte da equipa, e está encarregue de inspecionar acidentes de segurança, apagar fogo e resgatar. Tem muitos instrumentos que ajudam a equipa várias vezes.[6]
- (Robovan) Amber (dublada por Gemma Harvey no RU e Kelly Sheridan nos EUA): Amber é uma personagem médica. Ela é simpática e bondosa e mostra um grande auto-sacrifício para com os outros. Está encarregue das missões de ajuda, oferecendo ajuda médica aos personagens.[6]
- (Robocopter) Helly (dublado por Jo Wyatt no RU e Jake Siegfried nos EUA): Helly é um helicóptero verde. É o único integrante da equipa que consegue voar, e ajuda observando a cidade para ver os problemas. Tem grandes ideias que ajudam muito a equipa.[6]

### Residentes

#### Pessoas
- Jin (dobrado por Emma Tate no RU e Holly Gauthier-Frankel nos EUA): É a operadora da equipa e uma garota brilhante. Opera todos os sistemas de segurança da cidade.
- Kevin e Doogie: Duas crianças com cerca de 5 anos. Estão sempre a causar problemas. Sempre que ficam em apuros, a equipa de resgate da cidade vem salvá-los muito dramaticamente.
- Sr. Mestre: Sr. Mestre está encarregue das construções na cidade. Ele trabalha com Bruner, Dumpoo, Micky, e Poke.
- Sr. Wheeler: Sr. Wheeler é dono de uma loja de pneus.
- Stacey: Stacey comanda uma bomba de gasolina.

#### Veículos
- Benjy: É um carro
- Benny (Dobrado por Jo Whatt): É um camião de pequeno porte
- Bruner (Dobrado por David Holt): É um bulldozer
- Taxi (Dobrado por Nigel Pilkington): É um taxi
- Limpee (Dobrado por Emma Tate): É um camião do lixo
- Dumpoo: É um camião
- Avô Musty: É um carro antigo
- Lecky, Letty and Leppy: Três gruas gémeos que estão sempre a discutir
- Marine (Dobrado por Eve Bentley): É um barco de reboque
- Max: É um rolo compressor
- Micky: É um camião batedeira
- Mini (Dobrado por Jo Whatt): É um mini carro
- Poke: É uma escavadora
- Karty (Dobrado por Eve Bentley): É um carro dos correios
- Red: É um carro com óculos
- Rody (Dobrado por Eve Bentley): É um carro elétrico
- Escolinha: É uma carrinha escolar
- See-See (Dobrado por Emma Tate): É um navio de carga
- Spooky (Dobrado por David Holt): É um carro de reboque
- Terry (Dobrado por Nigel Pilkington): É um camião contentor
- Titan (Dobrado por David Holt): É um camião do lixo de grande porte
- Whooper: É um autocarro grande

## Dobragem Portuguesa
- Tradução: Joana Freixo
- Direcção Musical: Paula Fonseca
- Interpretação do Genérico Inicial: Sandra de Castro
- Direcção de Dobragem: Rui de Sá
- Interpretação:
- Poly: Guilherme Macedo
- Roy: Tiago Retré
- Amber: Sandra de Castro
- Helly: João Jesus
- Jin: Erika Mota
- Adicionais: Ana Vieira, Paula Fonseca, Barbara Lourenço, Solange Santos, Helena Montez, Paulo Oom...
- Pós-produção Áudio: Tiago Silva, Isabel Matos, Rui Soares
- Pós-produção Vídeo: Paulo Múrias
- Produção: António França
- Estúdio de Dubragem:On-Air
- RTP-Produção

## Transmissão Internacional
| País           | Canal                                                                            |
| -------------- | -------------------------------------------------------------------------------- |
| Austrália      | Go!                                                                              |
| França         | Piwi Plus                                                                        |
| Japão          | TV Tokyo                                                                         |
| Coreia do Sul  | Educational Broadcasting System Tooniverse JEI TV                                |
| Taiwan         | ETTV Yoyo                                                                        |
| Rússia         | STS                                                                              |
| Reino Unido    | CBeebies                                                                         |
| Portugal       | RTP 2 (1ª e 2ª temporada) Canal Panda (2ª e 1ª temporadas) JimJam Netflix Panda+ |
| Brasil         | SBT Netflix YouTube                                                              |
| Estados Unidos | PBS Kids                                                                         |
| Estónia        | Kanal 2                                                                          |
| Finlândia      | MTV Juniori                                                                      |
| Polónia        | MiniMini+ TVP1                                                                   |
| Dinamarca      | DR1                                                                              |
| Turquia        | TRT Çocuk                                                                        |
| Singapura      | Okto                                                                             |
| Malásia        | Astro Ceria                                                                      |

## Popularidade na Coreia do Sul
Esta série deu grande impacto lá, e passou a ser o principal rival de Pororo o Pequeno Pinguim que era o número um na indústria. O marcado inclui bolos, brinquedos, livros, e vestuário. Na Coreia do Sul, Poli é frequentemente chamado de 폴총리 (Pol-chong-ri) que significa "Poli, o Ministro das Crianças", seguido após Pororo, que é normalmente conhecido por 뽀통령 (Po-tong-ryeong) que significa "Pororo, o Prisidente das Crianças".